# Mateo Barać
Mateo Barać (Sinj, 20. srpnja 1994.) hrvatski je nogometaš koji igra na poziciji braniča. trenutačno igra za Varaždin.
Barać je debitirao za NK Osijek u prvoj utakmici sezone u 1. HNL-u protiv NK Istre 1961 u srpnju 2016. godine.